# María Dueñas
María Dueñas Vinuesa, född 1964 i Puertollano i Ciudad Real-provinsen i Spanien, är en spansk författare och universitetslärare i Murcia på den spanska sydkusten. Hon har en doktorsexamen i engelsk språkvetenskap.
Dueñas kom i rampljuset 2009, med sin debutroman El tiempo entre costuras, i svensk översättning Tiden där emellan (2012), en spionroman som utspelas 1936 i Spanien. Romanen har sålts i mer än en miljon exemplar.
Mario Vargas Llosa har berömt Tiden där emellan med ett oförbehållsamt positivt omdöme:
| ” | En underbar roman med dramatik, kärlek och hemligheter. | „ |

Dueñas andra roman kom 2012 och hette Misión olvido, i svensk översättning I minnets arkiv, som också sålts i stora upplagor.